# 一つ森公園
一つ森公園（ひとつもりこうえん）は、秋田県秋田市にある都市公園（総合公園）である。

## 概要
秋田市中心部から南東に約2.5kmほど離れた郊外にあり、楢山字石塚谷地から下北手桜、上北手百崎、上北手荒巻にまたがる一帯の山域を公園域とする（秋田市中央地域、東部地域、南部地域の境目にあたる）。
当初は「金照寺山東部公園」として計画され、1986年（昭和61年）の開園に際し、公募により一つ森公園と命名された。
市民の休息・鑑賞・散策・スポーツ等、総合的なレクリエーション利用を目的に、園内の施設は大別して日本庭園、ロックガーデンなどからなる静的レクリエーション施設と、体育館、ジョギングコースなどからなる動的レクリエーション施設からなる。

## 沿革
- 1983年（昭和58年）3月17日 - 都市計画公告。
- 1986年（昭和61年）4月10日 - 公園の開園式が行われる。公園の名称が公募により一つ森公園に決定[5]。
- 1987年（昭和62年）4月17日 - 園内に中国・蘭州市との友好提携5周年を記念して建設されたあずまや「友誼亭」が竣工[6]。
- 1988年（昭和63年） - 園内に旧黒澤家住宅を移築。
- 1989年（平成元年）4月21日 - 旧黒澤家住宅の一般公開を開始[7]。
  - 5月19日 - 旧黒澤家住宅が国の重要文化財指定を受ける[8][9][10][11][12]。
- 1993年（平成5年）8月 - コミュニティ体育館が完成。
- 2000年（平成12年）3月 - 弓道場を開設。
- 2007年（平成19年）4月 - 体育館南側広場とジョギングコースが開設され、公園の造成工事がすべて完了した。

## 園内の施設

### 静的レクリエーション施設
- 日本庭園 - 約15,000m2の日本庭園が整備されている。
- ロックガーデン - 大小の鳥海石約1,300個を用いたロックガーデン。
- 入口広場 - 公園東側、秋田県道41号秋田昭和線（都市計画道路横山金足線）側からの入り口にあたる広場。
- 自由広場 - コミュニティ体育館北側、「友誼亭」ほかあずまや等が設置されている芝生の広場。炊事場とカマドを設置している。
  - 友誼亭 - 自由広場内にある、中国・蘭州市との友好提携5周年を記念して建設されたあずまやである。蘭州市側の設計をもとに、「六角一層瓦葺」という中国の伝統的な建築様式に則って建設された。建築面積は約14m2、高さ10.78m。

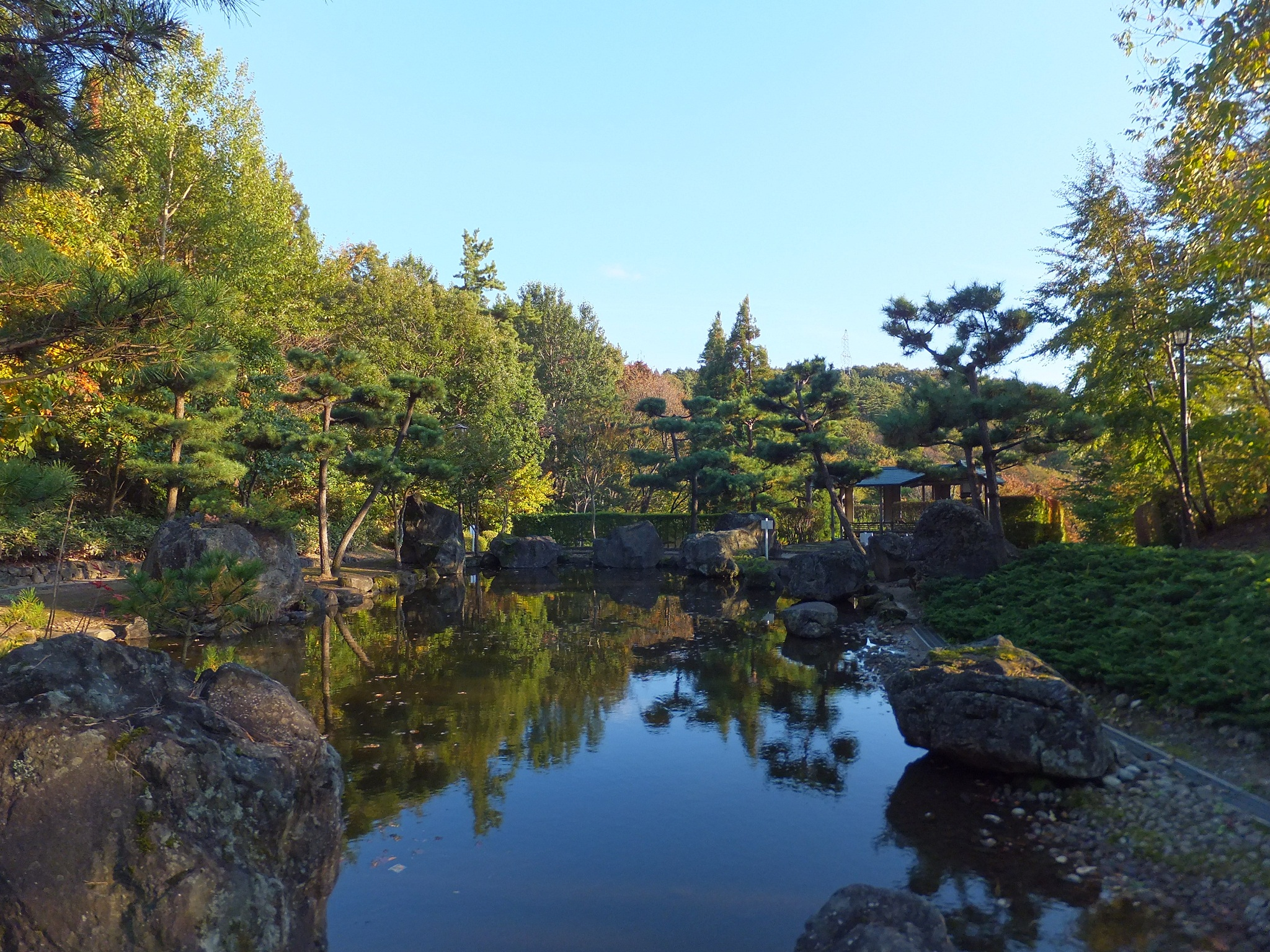
日本庭園
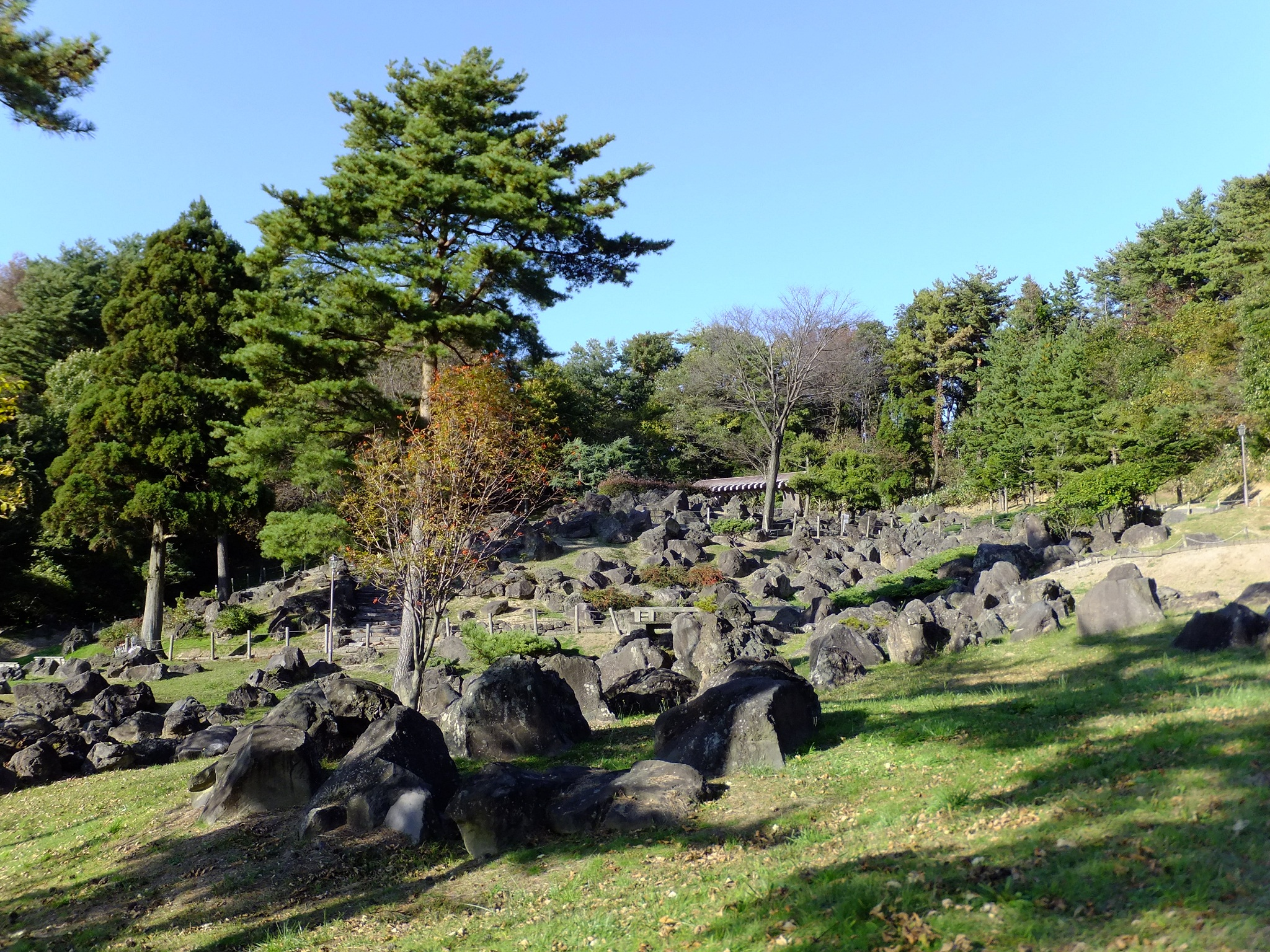
ロックガーデン
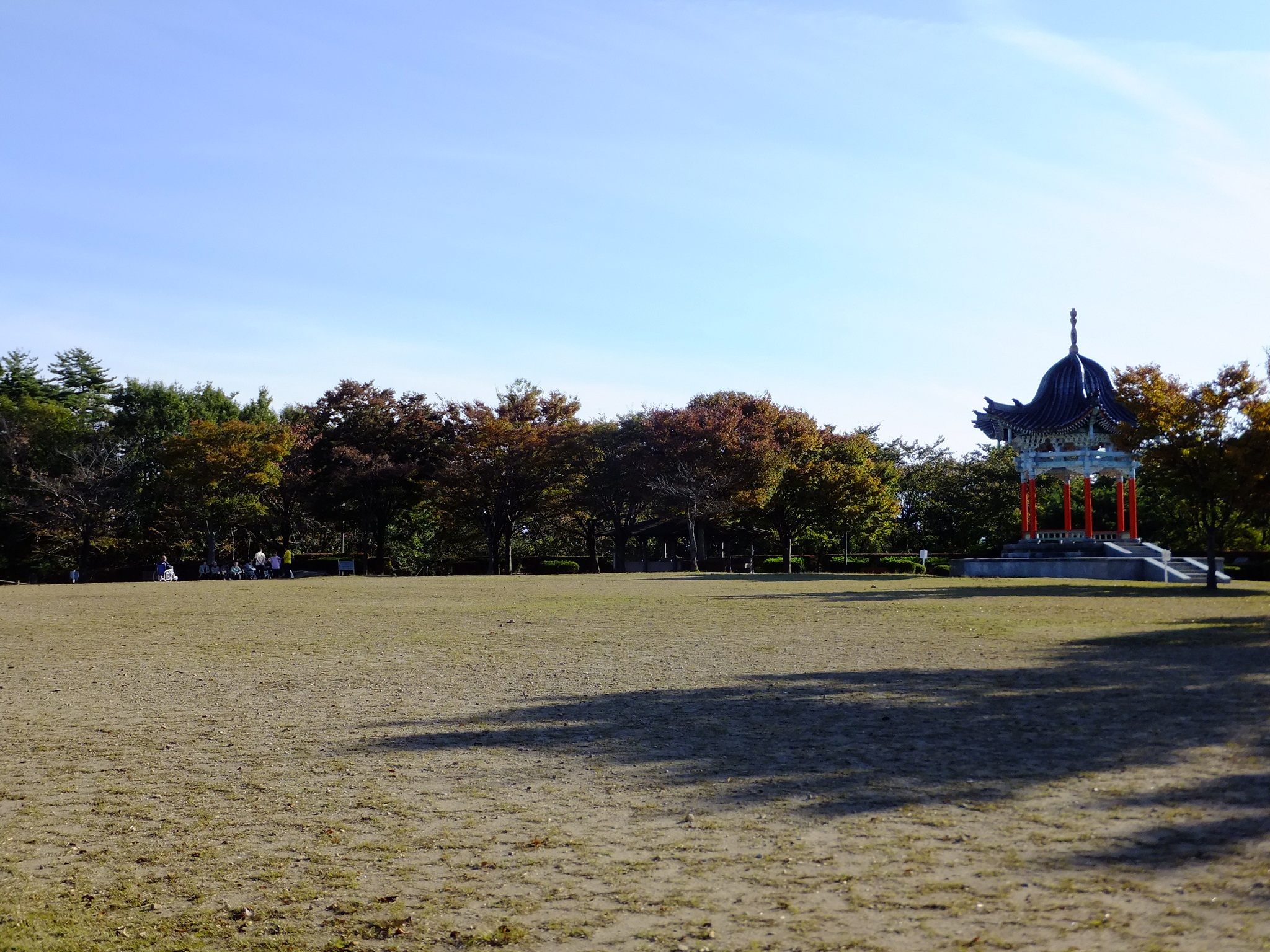
自由広場と友誼亭

#### 旧黒澤家住宅
久保田藩の500石取りの上級武士だった黒澤家の旧宅。江戸期を通じて芳賀家、赤田家、吉成家、平井家、黒澤家と、持ち主が変遷している。久保田城下の東根小屋町（現在の中通三丁目）に所在していたが、1985年（昭和60年）に黒澤家から秋田市へ寄付され、1988年（昭和63年）に本公園内に移築された。母屋、表門は18世紀前半の築、表門は長屋門形式である。氏神堂、米蔵、土蔵は19世紀の築。母屋のみならず、附設の表門、木小屋、土蔵等、屋敷の施設群が一体として良好な状態で残っていたことから、1989年（平成元年）に国の重要文化財に指定されている。建物は秋田市立佐竹史料館が管理している。

##### 入館料・開館時間等
開館時間
9:00-16:30
休館日
年末年始（12月29日 - 1月3日）
入館料
- 一般：100円（団体80円）
- 高校生：50円（団体40円）

### 動的レクリエーション施設
- コミュニティ体育館 - バスケットボールコート2面が取れるサイズのアリーナと、トレーニングルームを備えた体育館。利用時間は午前9時から午後9時まで。年末年始（12月29日 - 1月3日）のみ休館。
- テニスコート - 砂入り人工芝コート2面を設置。4月1日 - 11月30日まで開場。利用時間は午前9時から午後5時まで（4月および9月 - 11月）、午前9時から午後7時まで（5月 - 8月）。
- 弓道場 - 近的競技用（6人立ち）。弓道場は秋田市教育委員会スポーツ振興課の管理である。
- ジョギングコース
- 多目的広場
- 体育館南側広場 - 園内で最後に整備された広場。アスレチック遊具10基が設置されている。

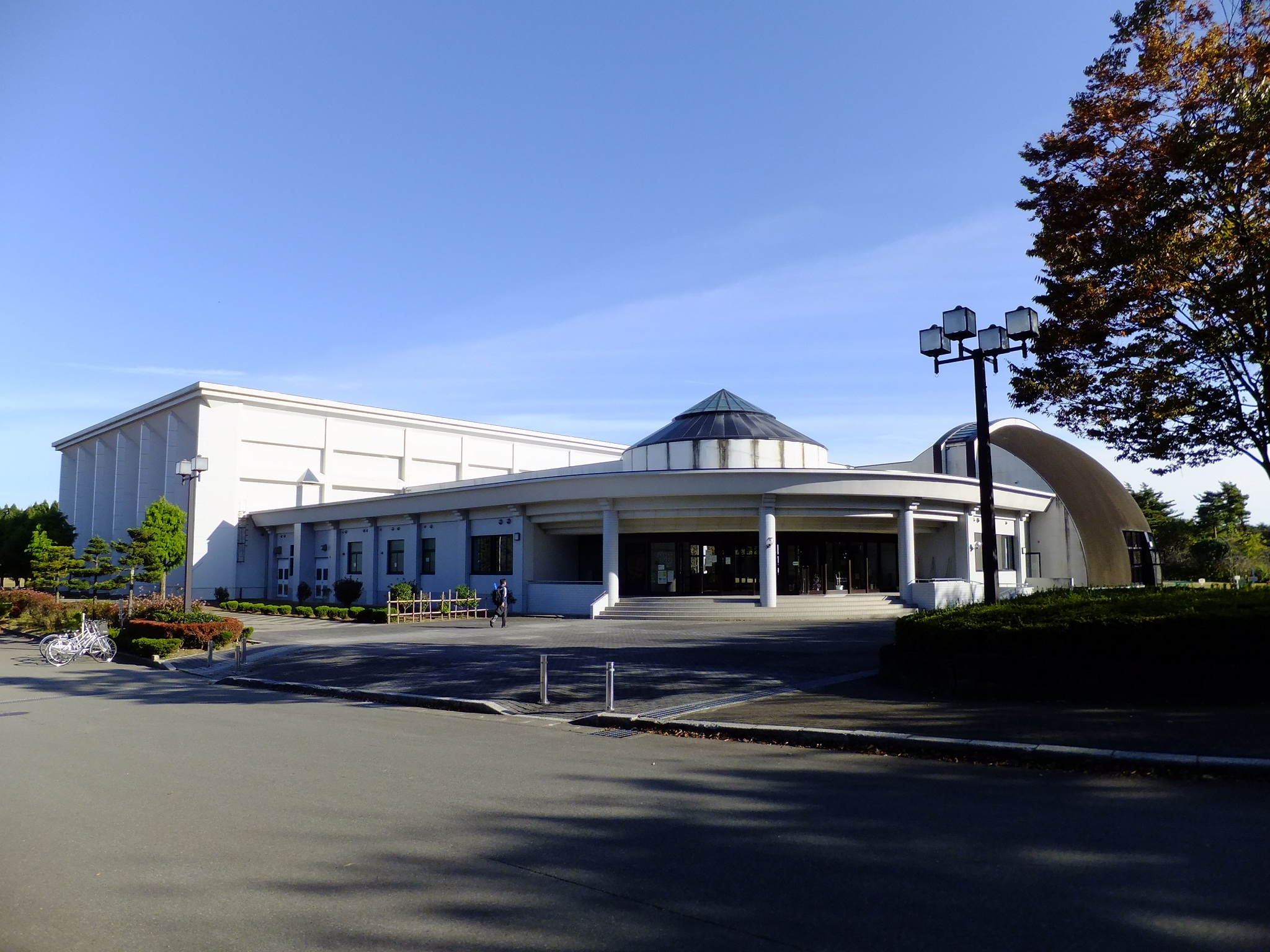
コミュニティ体育館
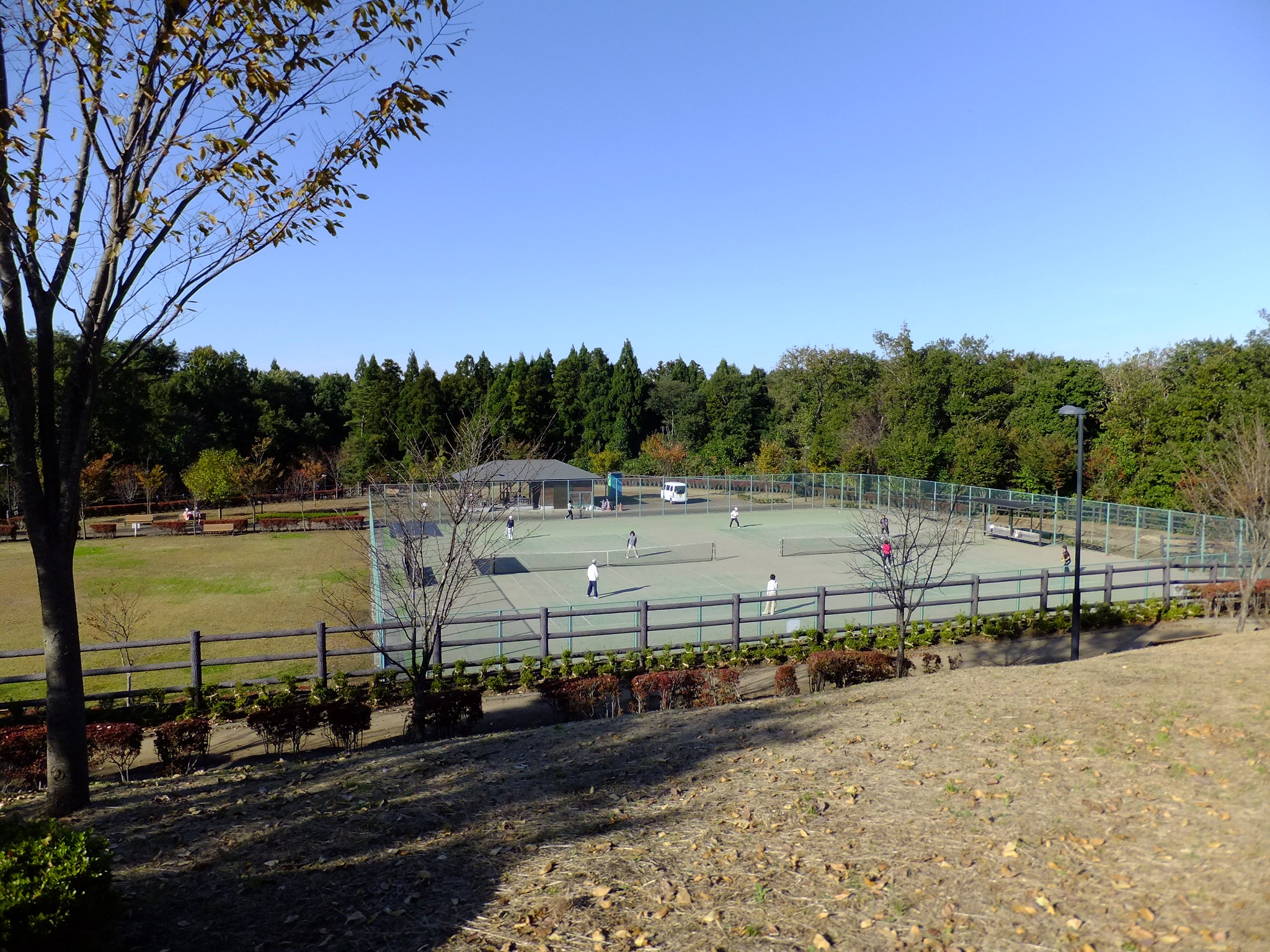
テニスコート

### その他
- サクラ広場
- ツツジ園
- ナナカマドの径

## 交通アクセス
- JR秋田駅から車で約10分
- 秋田自動車道秋田南インターまたは秋田中央インターから車で約10分

## 周辺
- 金照寺山[3]
- 秋田総合車両センター南秋田センター
- 秋田東警察署
- 秋田市立城南中学校